# Lutila
Lutila és un poble i municipi d'Eslovàquia. Es troba a la regió de Banská Bystrica. La primera menció escrita de la vila es remunta al 1487.

## Demografia
| Godina             | 1994 | 2004    | 2014   | 2024   |
| ------------------ | ---- | ------- | ------ | ------ |
| Nombre de persones | 1135 | 1332    | 1324   | 1382   |
| Diferència         |      | +17,35% | −0,60% | +4,38% |

| Godina             | 2023 | 2024   |
| ------------------ | ---- | ------ |
| Nombre de persones | 1377 | 1382   |
| Diferència         |      | +0,36% |